# Petrus Vinderhout
Petrus Vinderhout, ook Petrus de Brugis (actief in 1381) was een middeleeuws componist en zanger uit de Nederlanden.
Vinderhout zou in de periode 1381/82 aan de Sint-Donaaskerk in Brugge hebben gewerkt: het ceremonieel motet Comes Flandriae, flos victoris uit ca. 1381, gecomponeerd voor de Sint-Donaaskerk ter ere van een overwinning van de graaf van Vlaanderen, Lodewijk van Male, wordt hem toegeschreven. In de tekst van dit motet wordt herhaaldelijk gewag gemaakt van de  cymbala, de klokken die feestelijk luidden om de overwinning te vieren; typisch repetitieve patronen die ook in de muziek aanwezig zijn.
Er worden Vinderhout nog andere motetten toegeschreven, zoals Musicalis scientia en Apolinis ecclipsatur, dat in een drie- en in een vijfstemmige versie is overgeleverd. De tekst van die laatste compositie verwijst naar verschillende componisten en theoretici, onder wie Philippe de Vitry (naar wie verwezen wordt als Phylippus de uitriaco) en Petrus de Brugis (die Petrus Vinderhout zou kunnen zijn). De tekst vertoont voor het overige ook punten van vergelijking met Comes Flandriae en de band van de compositie met Brugge wordt nog duidelijker doordat ook Engardus (Johannes Ecghaerd) wordt vermeld, die in Brugge actief was in de jaren 1380.

## Discografie
- (en) Petrus Vinderhout op Medieval.org